# Richard Tol
Richard S. J. Tol (* 2. Dezember 1969 in Hoorn) ist ein niederländischer Volkswirt.

## Leben
Tol ist Professor am Department of Economics der Universität von Sussex, Vereinigtes Königreich und hält darüber hinaus die Professur zur Ökonomie des Klimawandels am Institut für Umweltstudien der Vrije Universiteit Amsterdam, Niederlande. Er ist Mitglied der Academia Europaea. Davor war er von 2000 bis 2006 Professor an der Universität Hamburg und dem Hamburger Zentrum für Marine und Atmosphärenwissenschaften sowie am Economic and Social Research Institute in Dublin, Irland tätig. Er arbeitete außerdem an der Carnegie Mellon Universität in Pittsburg.
Tol machte 1992 den Magister in Ökonometrie an der Freien Universität Amsterdam und wurde dort 1997 in Wirtschaftswissenschaften promoviert. Ab 1998 trug er mit 19 anderen Wissenschaftlern zum Umweltprogramm der UN bei. Tol war auch beim Intergovernmental Panel on Climate Change tätig. Er war von 2000 bis 2006 Professor in Hamburg und ging anschließend an das Economic and Social Research Institute in Dublin. Seit 2010 ist er Mitglied der Academia Europaea.
Tol hat einen h-Index von 16 und wird nach Research Papers in Economics zu den führenden 250 Volkswirten weltweit gezählt.
Er hält Maßnahmen gegen Treibhausgase in Irland für wirtschaftlich schädlich und sieht die negativen Auswirkungen der Klimaänderung als überbewertet an. Tol nahm mehrmals an Projekten des Copenhagen Consensus teil und gehört zu den Kritikern des Stern-Reports. 2014 gab er kurz vor der Veröffentlichung des Sachstandsberichts der zweiten Arbeitsgruppe des AR5 seinen Rücktritt bekannt. Seiner Ansicht nach „drifte das Resümee des UNO-Berichts Richtung Alarmismus“.